# Curent electric

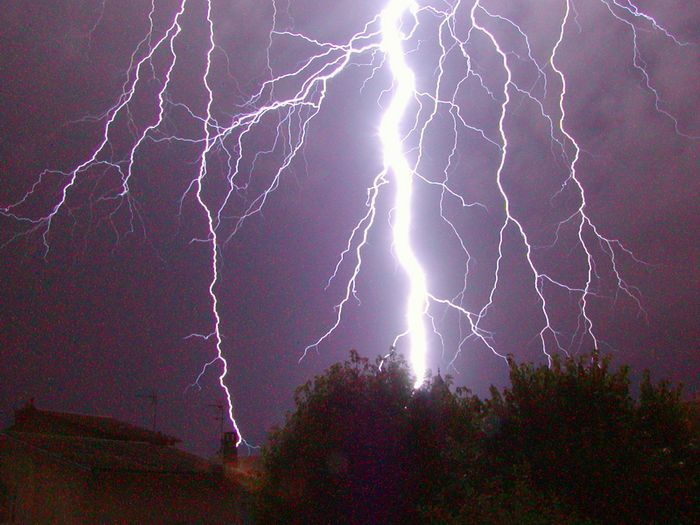
Trăsnetul este o formă de curent electric.

Curеntul electric reprezintă deplasarea dirijată a sarcinilor electrice. Există două mărimi fizice care caracterizează un curent electric:
- intensitatea curentului electric, numită adesea simplu tot curent electric, care caracterizează global curentul, referindu-se la cantitatea de sarcină electrică ce străbate secțiunea considerată în unitatea de timp. Se măsoară în amperi.
- densitatea de curent este o mărime vectorială asociată fiecărui punct, intensitatea curentului regăsindu-se ca integrală pe întreaga secțiune a conductorului din densitatea de curent. Se măsoară în amperi pe metru pătrat.

## Conductor și circuit electric
Sarcinile electrice în mișcare pot fi purtate între două puncte date, de electroni, ioni sau o combinație de ioni și electroni. Producerea și menținerea curentului electric este determinată de existența unei tensiuni electrice între cele două puncte (între care se deplasează sarcinile) ale unui conductor electric. Tensiunea în cauză poate fi dată de o sursă de tensiune electromotoare de diferite origini existentă în circuitul electric considerat datorită unui generator electric.
Asupra sarcinilor electrice în mișcare din conductor acționează un câmp electric de natură electrostatică.

## Curent electric indus
De asemenea, curentul electric mai poate lua naștere într-un circuit dacă acesta este un circuit închis și este influențat de o tensiune electromotoare (t.e.m.) variabilă, separată galvanic de acesta. Fenomenul este denumit inducție electromagnetică.

## Intensitatea curentului electric

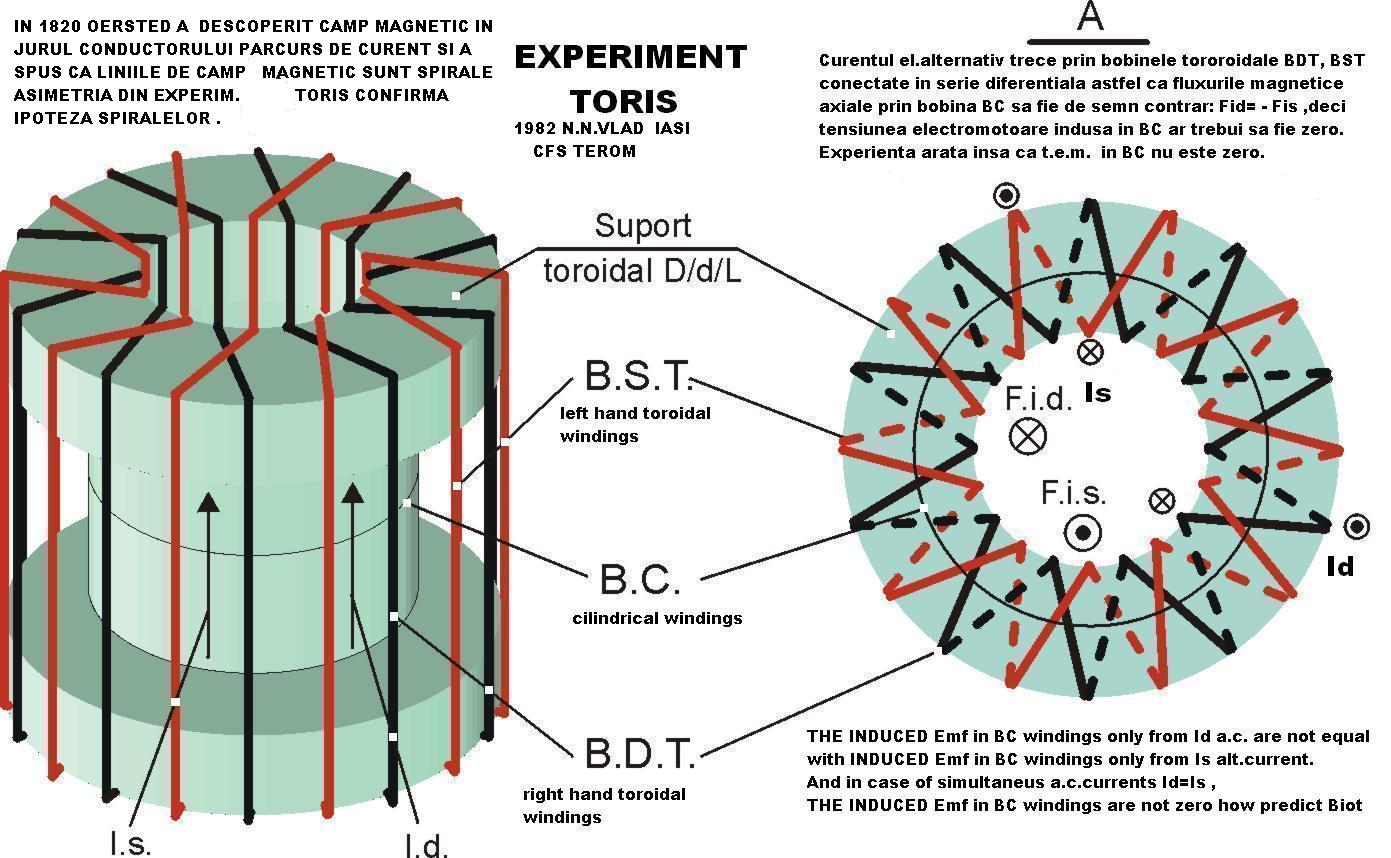

Dacă se notează sarcina electrică prin Q, timpul cu t și intensitatea curentului electric cu I, aceste mărimi sunt legate prin relația
{\displaystyle I={dQ \over dt}}
Pentru mărimi variabile în timp formula se poate rescrie folosind mărimi instantanee:
{\displaystyle i(t)={dq(t) \over dt}} sau {\displaystyle q(t)=\int _{-\infty }^{t}i(x)\,dx}

## Densitate de curent  electric
Densitatea de curent este o măsură a densității unui curent electric. Aceasta este definită ca fiind  vectorul a cărui mărime este valoarea curentului electric pe suprafața secțiunii transversale. În  unități SI, densitatea de curent se măsoară în amperi pe metru pătrat (A/m²).
{\displaystyle I=\int {\vec {J}}\cdot d{\vec {A}}}
în cazul în care  {\displaystyle I}  este curentul în conductor, {\displaystyle {\vec {J}}} este densitatea de curent, și  {\displaystyle d{\vec {A}}} este diferențială a vectorului de secțiune transversală.

## Contribuția magnetizației și a polarizației electrice
Curentul electric asociat magnetizării unor materiale e dat de expresia densității curentului de magnetizare:
{\displaystyle \mathbf {J_{m}} =\nabla \times \mathbf {M} }
Astfel densitatea de curent totală din ecuațiile Maxwell e suma:
{\displaystyle \mathbf {J} =\mathbf {J_{f}} +\nabla \times \mathbf {M} +{\frac {\partial \mathbf {P} }{\partial t}}}

## Curent continuu, curent alternativ

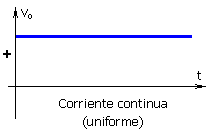
Forma grafică a curentului electric continuu

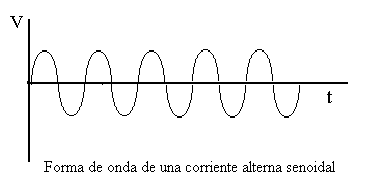
Forma grafică a curentului electric alternativ

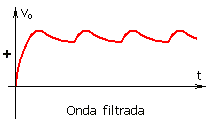
Forma grafică a curentului electric pulsatoriu

Dacă mișcarea sarcinilor  electrice se face numai într-un singur sens, este vorba de un curent continuu (generat de exemplu de un element galvanic sau de dinam). Dacă sensul de deplasare alternează în timp, curentul se numește alternativ (alternatorul este un dispozitiv care generează un asemenea curent). Curentul alternativ folosit în industrie este de obicei (cvasi)sinusoidal, adică intensitatea lui variază ca o funcție sinusoidală (în timp). 
În cazul redresării curentului alternativ se obține un curent continuu de intensitate variabilă, numit și pulsatoriu (sau ondulat). Redresarea se poate face cu ajutorul tuburilor electronice (diode sau duble diode) sau semiconductorilor (diode semiconductoare, punți semiconductoare redresoare).
Transformarea inversă, pentru a obține curent alternativ din curent continuu, se face cu ajutorul unor dispozitive electronice (invertoare) și este utilă, de exemplu, la alimentarea de la elemente galvanice sau acumulatoare a unor consumatori ce au nevoie de curent alternativ (lămpi electrice pentru avarii, alimentarea unor aparate electrice de curent alternativ care funcționează cu curent de la acumulatorul de automobil). De asemenea din curent alternativ se poate obține curent continuu și cu ajutorul grupurilor comutatrice (un motor electric de curent alternativ rotește un dinam, pentru a produce curent continuu care să alimenteze de exemplu un aparat de sudură electrică).

## Medii conductoare
După natura mediului prin care circulă purtătorii de sarcină, curentul electric poate fi:
- curent de conducție: care circulă prin medii conducătoare;
- curent de deplasare: apare prin materiale dielectrice când acestea sunt plasate în câmp electric;
- curent de convecție și curent Röntgen teoretic: apar numai în conductoare parcurse de curenți de conducție și aflate în mișcare.

## Efecte

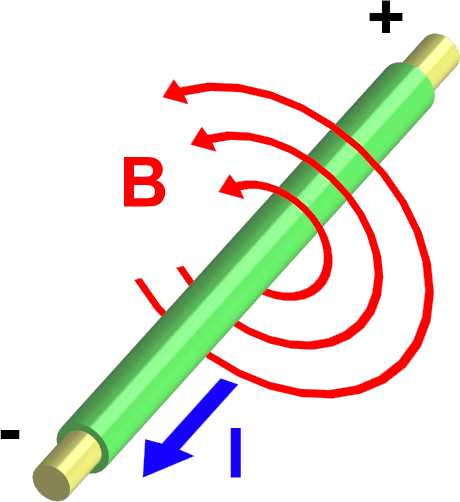
Efectul magnetic al curentului

Curentul electric poate produce fenomene fizice diferite:
- căldură, fenomen cunoscut sub numele de efect termic sau efect Joule:
- apariția unei forțe asupra conductoarelor străbătute de el aflate în câmp magnetic, cunoscute sub denumirea de forțe electromagnetice sau forțe electrodinamice:
- apariția unui câmp magnetic (rotativ) în jurul conductoarelor pe care le străbate.
- transportul de substanțe (electroliza) atunci când purtătorii de sarcini electrice care determină curentul electric continuu sunt ionii dintr-o soluție sau topitură de electrolit.